# Cortébert
Cortébert ist eine politische Gemeinde im Verwaltungskreis Berner Jura des Kantons Bern in der Schweiz.

## Geographie
Cortébert liegt auf 680 m ü. M., 12 km nordwestlich von Biel (Luftlinie). Das Haufendorf erstreckt sich im östlichen Teil des Juralängstals Vallon de Saint-Imier beidseits des Flusslaufs der Schüss (französisch Suze).
Die Fläche des 14,8 km² grossen Gemeindegebiets umfasst einen Abschnitt des breiten Talbeckens des Vallon de Saint-Imier. Den zentralen Teil nimmt die rund 500 m breite Talniederung der Schüss ein. Im Norden reicht das Gebiet auf die Antiklinale der Montagne du Droit (bis 1210 m ü. M.). Nach Süden erstreckt sich Cortébert auf die Höhe der Chasseral-Kette, auf der mit 1400 m ü. M. der höchste Punkt der Gemeinde erreicht wird. Auf dem Scheitel der Chasseral-Kette wurde das harte Deckgestein aufgebrochen und wegerodiert, wodurch im Laufe der Jahrmillionen ein nördlicher und ein südlicher Kamm entstanden. Dazwischen befindet sich ein Antiklinaltal, das bereits bis auf die nächste harte Gesteinsschicht ausgeräumt ist. Dieses Gewölbe bildet zwischen den beiden äusseren Kreten einen dritten Kamm. An der Nordflanke der Chasseral-Kette hat der Bach Grabe, der bei Cortébert in die Schüss mündet, das tiefe Erosionstal Chenau de l’Envers eingegraben. Auf den breiten Kämmen der Montagne du Droit und der Chasseral-Kette, besonders auf der Hochfläche Prés de Cortébert, befinden sich ausgedehnte Jurahochweiden mit den typischen mächtigen Fichten, die entweder einzeln oder in Gruppen stehen. Von der Gemeindefläche entfielen 1997 3 % auf Siedlungen, 47 % auf Wald und Gehölze, 49 % auf Landwirtschaft, und etwas weniger als 1 % war unproduktives Land.
Zu Cortébert gehören zahlreiche Einzelhöfe, die weit verstreut im Tal und auf den Jurahöhen liegen. Nachbargemeinden von Cortébert sind Courtelary, Mont-Tramelan, Corgémont und Nods.

## Bevölkerung
Mit 666 Einwohnern (Stand 31. Dezember 2023) gehört Cortébert zu den mittelgrossen Gemeinden des Berner Juras. Von den Bewohnern sind 73,8 % französischsprachig, 18,6 % deutschsprachig und 3,2 % italienischsprachig (Stand 2000). Die Bevölkerungszahl von Cortébert belief sich 1850 auf 326 Einwohner, 1880 auf 871 Einwohner. Seit etwa 1900 pendelt sie stets im Bereich zwischen 600 und 800 Einwohnern.

## Politik
Gemeindepräsident ist seit 2015 Manfred Bühler (SVP, Stand 2024).
Bei den Nationalratswahlen 2023 betrugen die Wähleranteile in Cortébert (in Klammern die Veränderung im Vergleich zu den Wahlen 2019 in Prozentpunkten): SVP 48,94 % (+3,93), SP 20,79 % (+2,78), Grüne 10,16 % (−4,49), FDP 6,52 % (+1,36), glp 5,36 % (−0,98), EDU 2,22 % (+1,54), EVP 1,98 % (−0,17), Mitte 1,72 % (−3,69), SD 0,07 % (−0,07).
Die Unruhen von Cortébert: Am 16. März 1980 griffen ungehindert 200 wütende Proberner vier Reisecars mit jurassischen Delegierten, die im Hôtel de l’Ours eine Versammlung abhalten wollten, massiv an. Ein Journalist wurde schwer verletzt. Die Kantonspolizei Bern, die unter dem Kommandanten Ernst Spörri stand, blieb untätig. Sie wartete, bis sie vorgehen konnte – nicht gegen die Rechtsbrecher, sondern gegen die Jurassier. Nur dank direktem Eingreifen auf die Berner Regierung von Bundesrat Kurt Furgler konnte Schlimmeres verhindert werden.

## Wirtschaft
Cortébert war bis Mitte des 19. Jahrhunderts ein landwirtschaftlich geprägtes Dorf, daneben gab es einige Mühlen und Tuchmacherei. Im Jahr 1865 fasste die Uhrenherstellung mit der Eröffnung der Manufaktur Raiguel Juillard et Cie. (später in Cortébert Watch & Co umbenannt) Fuss in Cortébert. Die Uhrenindustrie verhalf dem Ort ab der zweiten Hälfte des 19. Jahrhunderts zu einem wirtschaftlichen Aufschwung. Mit der Krise in der Uhrenindustrie ab etwa 1930 schlossen die kleineren Betriebe, und 1962 wurde die Cortébert Watch von Omega SA übernommen. Die Produktion wurde schliesslich in den 1980er Jahren definitiv eingestellt und das Gebäude zu Wohnzwecken umgenutzt. Am Westrand des Dorfes hat sich seit 1990 eine Industrie- und Gewerbezone entwickelt. Auch die Landwirtschaft mit Viehzucht und Milchwirtschaft, in den tiefen Lagen auch etwas Acker- und Obstbau, spielt noch eine bedeutende Rolle. Auf den Berghöhen gibt es mehrere auf Französisch «métairie» genannte Bergwirtschaften, die sich bei den vereinzelten Bauernhöfen befinden. In diesen typischen Restaurants, die man in der Gegend öfters antrifft, kann der Gast u. a. Bernerplatte, Rösti oder Fondue jurassienne geniessen. Die «métairie» wird in der Regel von der Bauernfamilie parallel zur Landwirtschaft geführt, wobei die Gastwirtschaft nicht die Haupttätigkeit darstellt.

## Verkehr
Die Gemeinde ist verkehrsmässig gut erschlossen. Sie liegt an der rege befahrenen Hauptstrasse von Biel nach La Chaux-de-Fonds. Am 30. April 1874 wurde die Eisenbahnlinie von Biel nach Convers mit einem Bahnhof in Cortébert eröffnet.

## Geschichte

Luftbild aus 200 m von Walter Mittelholzer (1925)

Die erste schriftliche Erwähnung des Dorfes erfolgte 1178 unter dem Namen Cortaibert, 1330 erscheint die Schreibweise Corteber. Der Ortsname geht wahrscheinlich auf den Personennamen Agibertus zurück. Cortébert gehörte zum Kapitel Moutier-Grandval, wobei auch das Kloster Saint-Imier Güter auf dem Gemeindegebiet besass. 1530 wurde die Reformation eingeführt. Das Dorf gehörte bis 1797 zur Herrschaft Erguel, die dem Fürstbistum Basel unterstand, wobei auch die Stadt Biel zeitweise grösseren Einfluss ausübte. Von 1797 bis 1815 gehörte Cortébert zu Frankreich und war anfangs Teil des Département Mont-Terrible, das 1800 mit dem Département Haut-Rhin verbunden wurde. Durch den Entscheid des Wiener Kongresses kam der Ort 1815 an den Kanton Bern zum Bezirk Courtelary.

## Sehenswürdigkeiten
Im alten Dorfkern südlich der Schüss sind zahlreiche Bauernhöfe und Bürgerhäuser aus dem 16. bis 19. Jahrhundert erhalten. Die reformierte Kapelle auf der Nordseite des Flusses wurde 1902 erbaut.

## Bilder

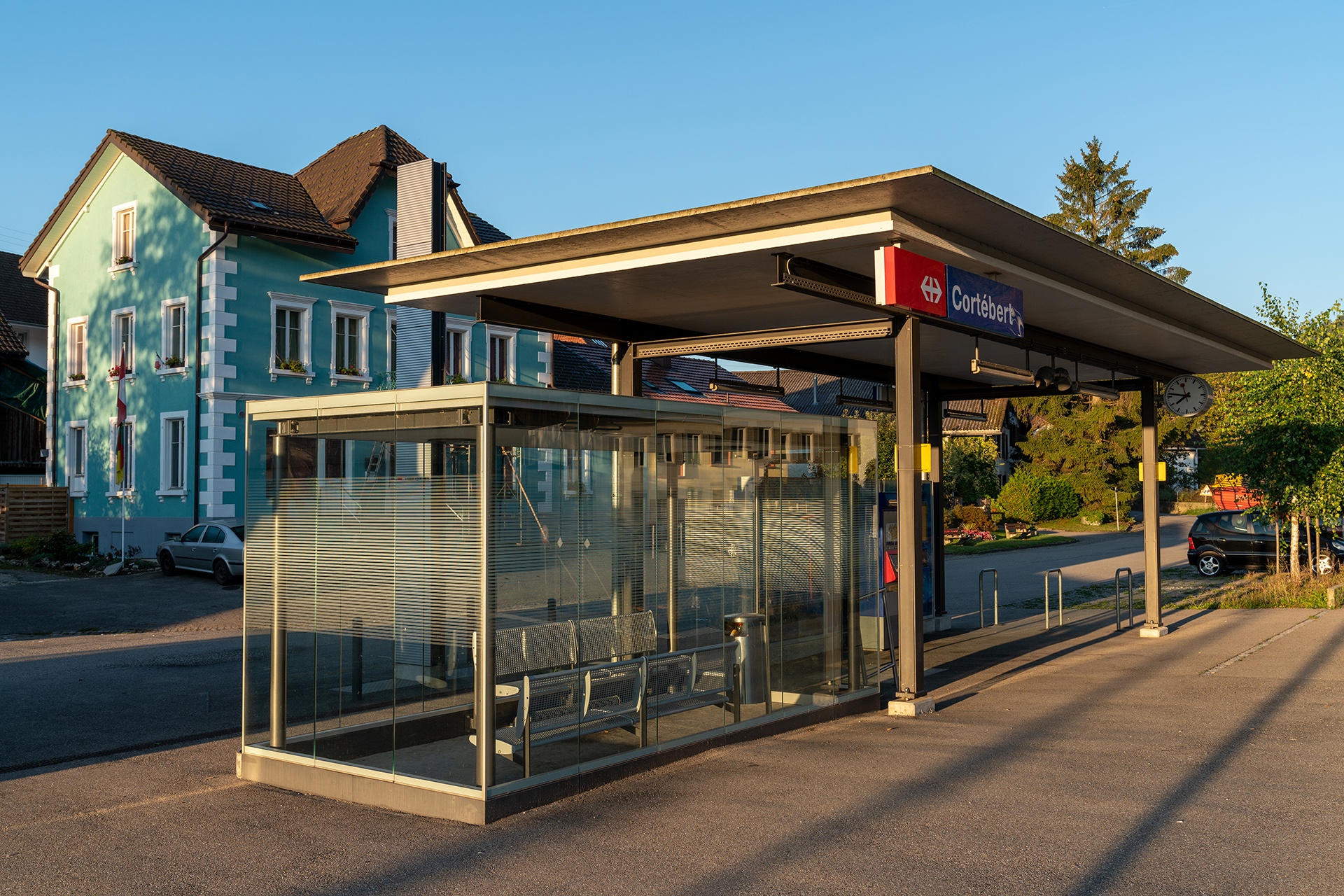
Bahnhof CFF/SBB
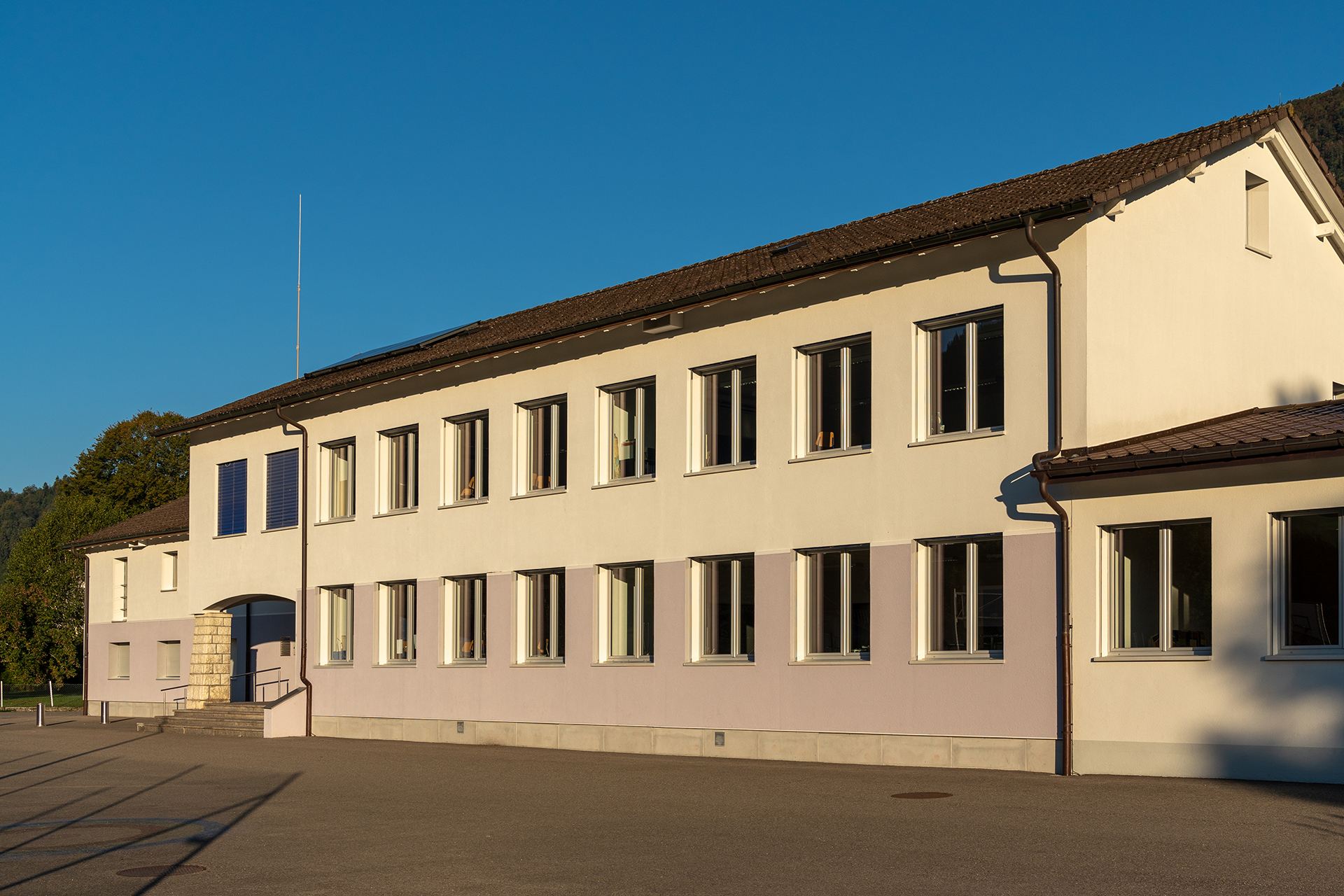
Schulhaus und Gemeindeverwaltung
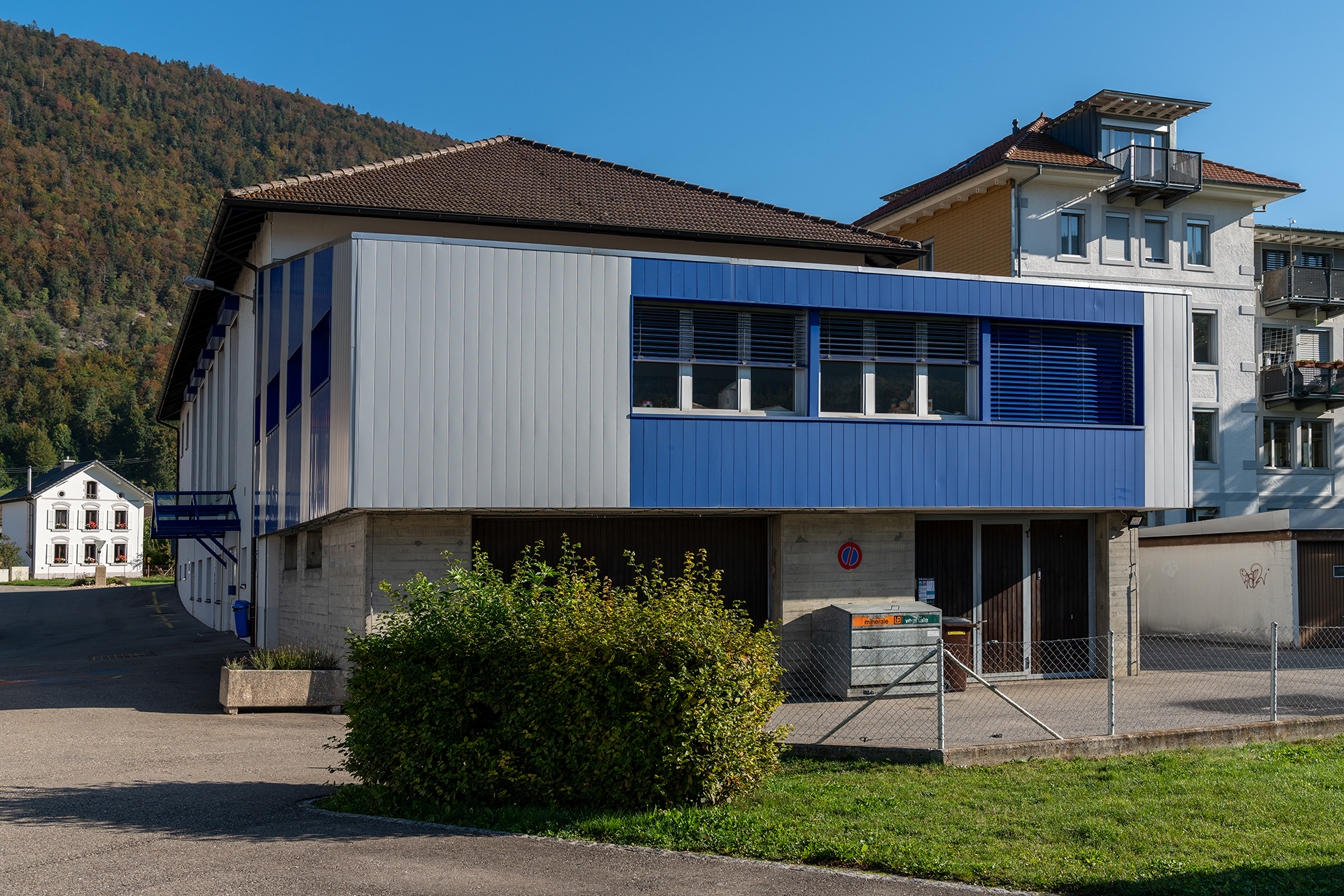
Mehrzweckhalle
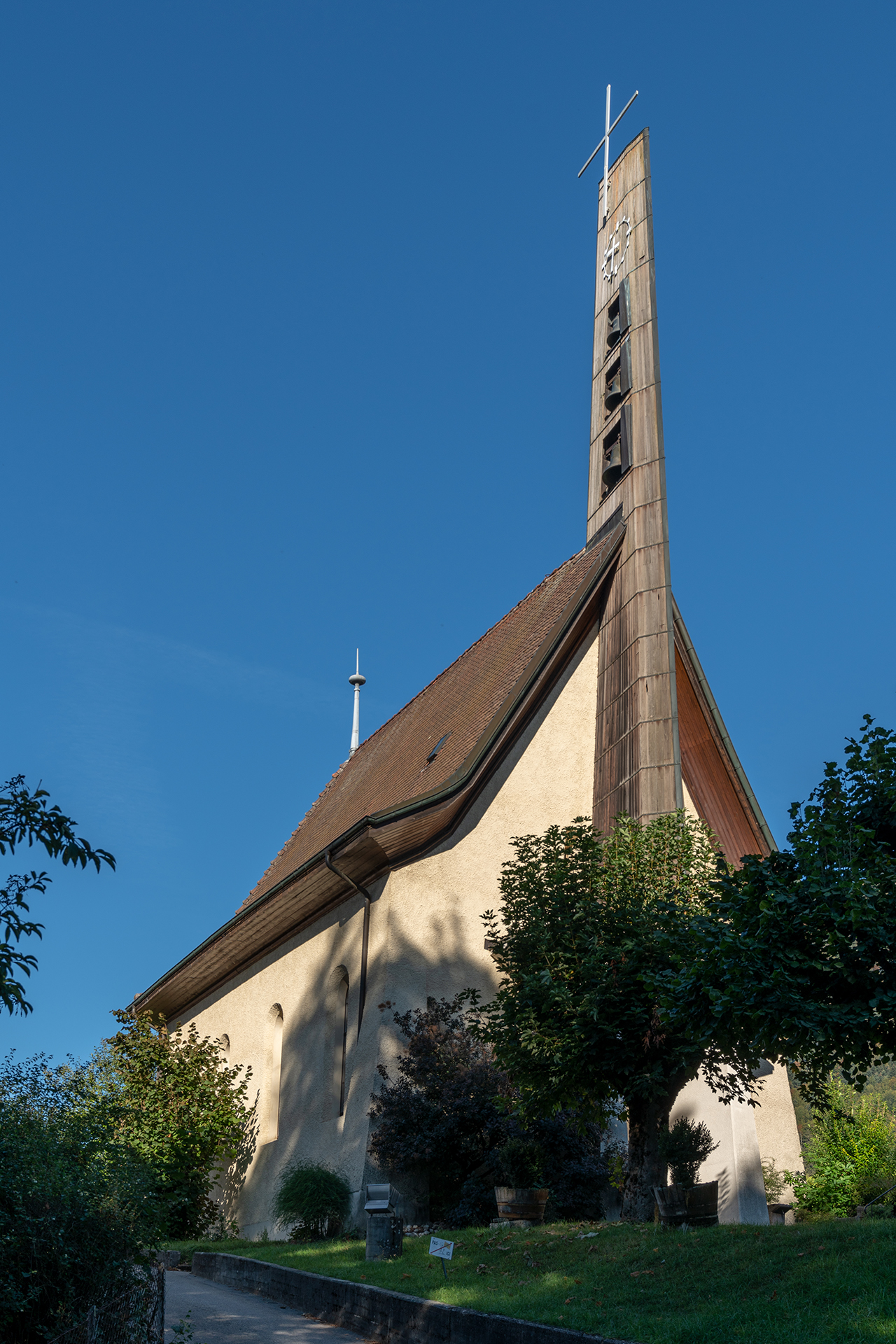
Reformierte Kapelle
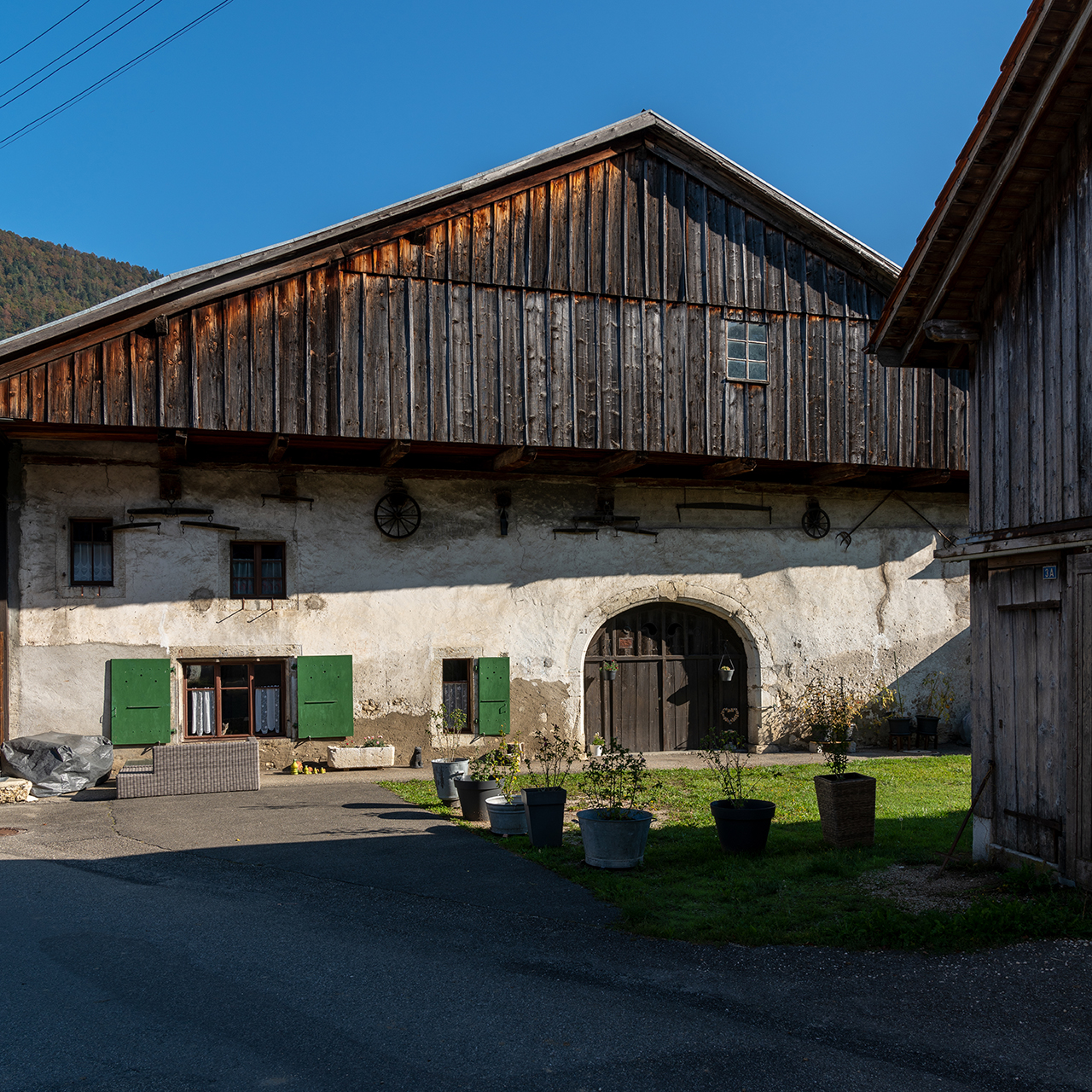
Bauernhaus
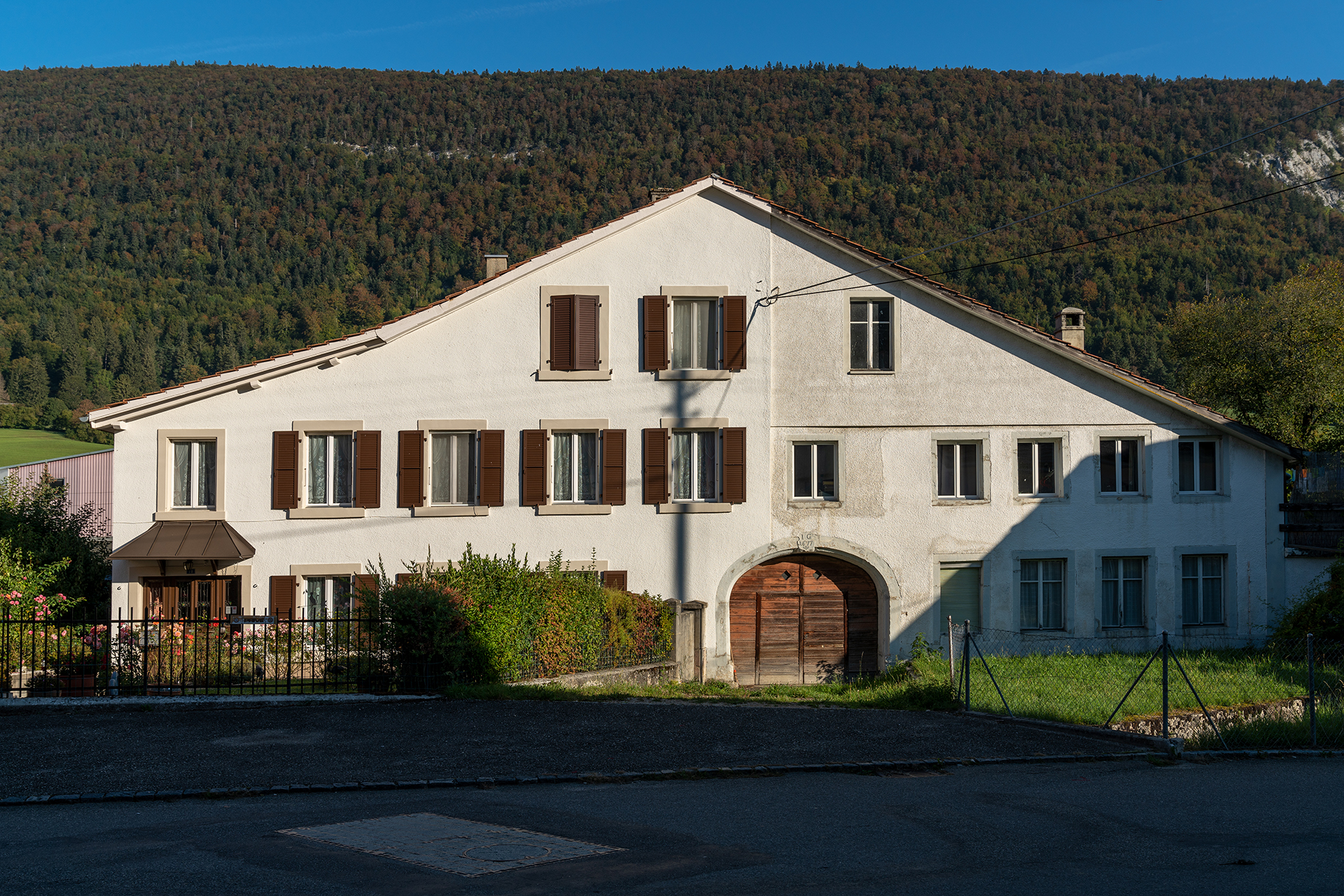
Bauernhaus (1677)
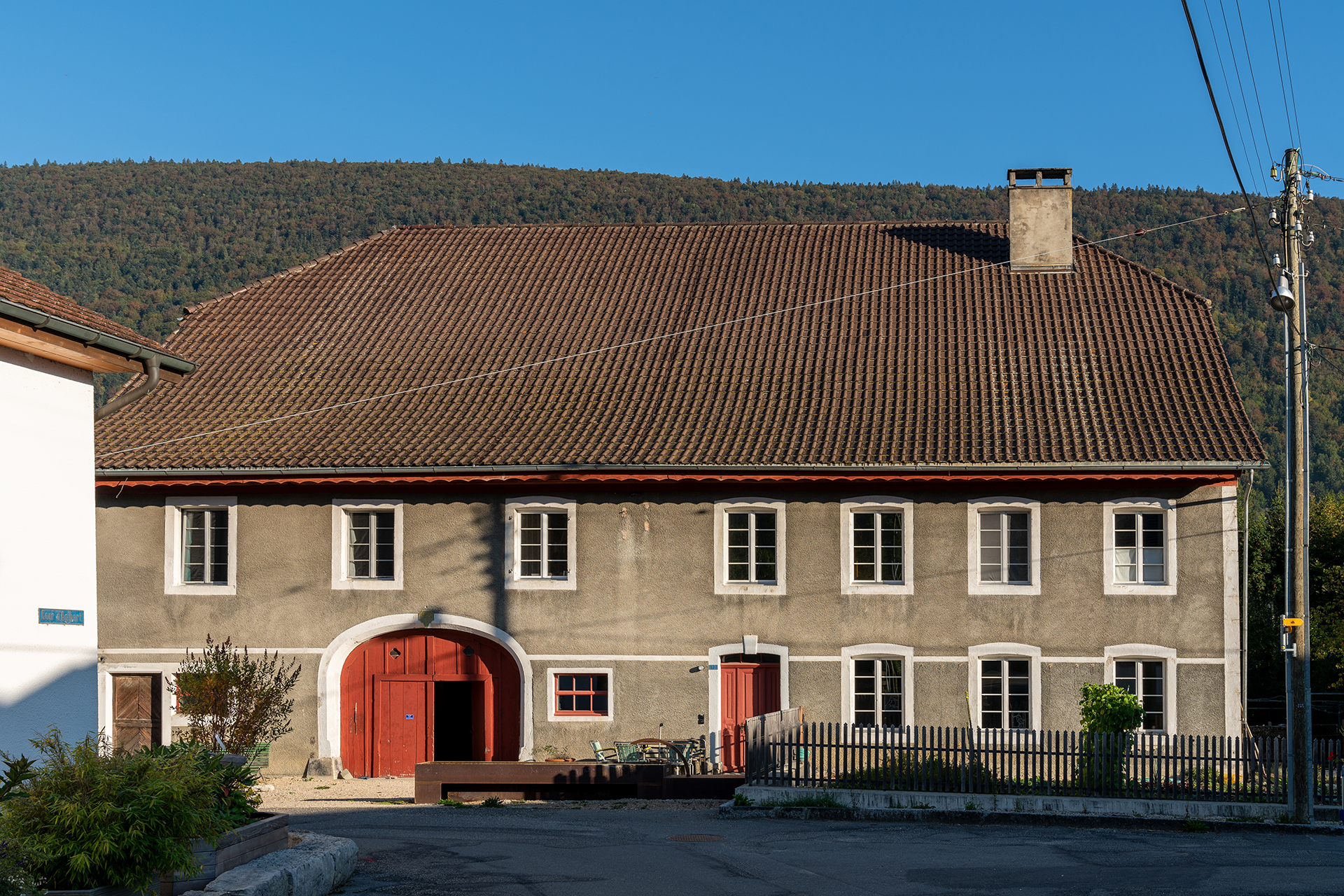
Bauernhaus
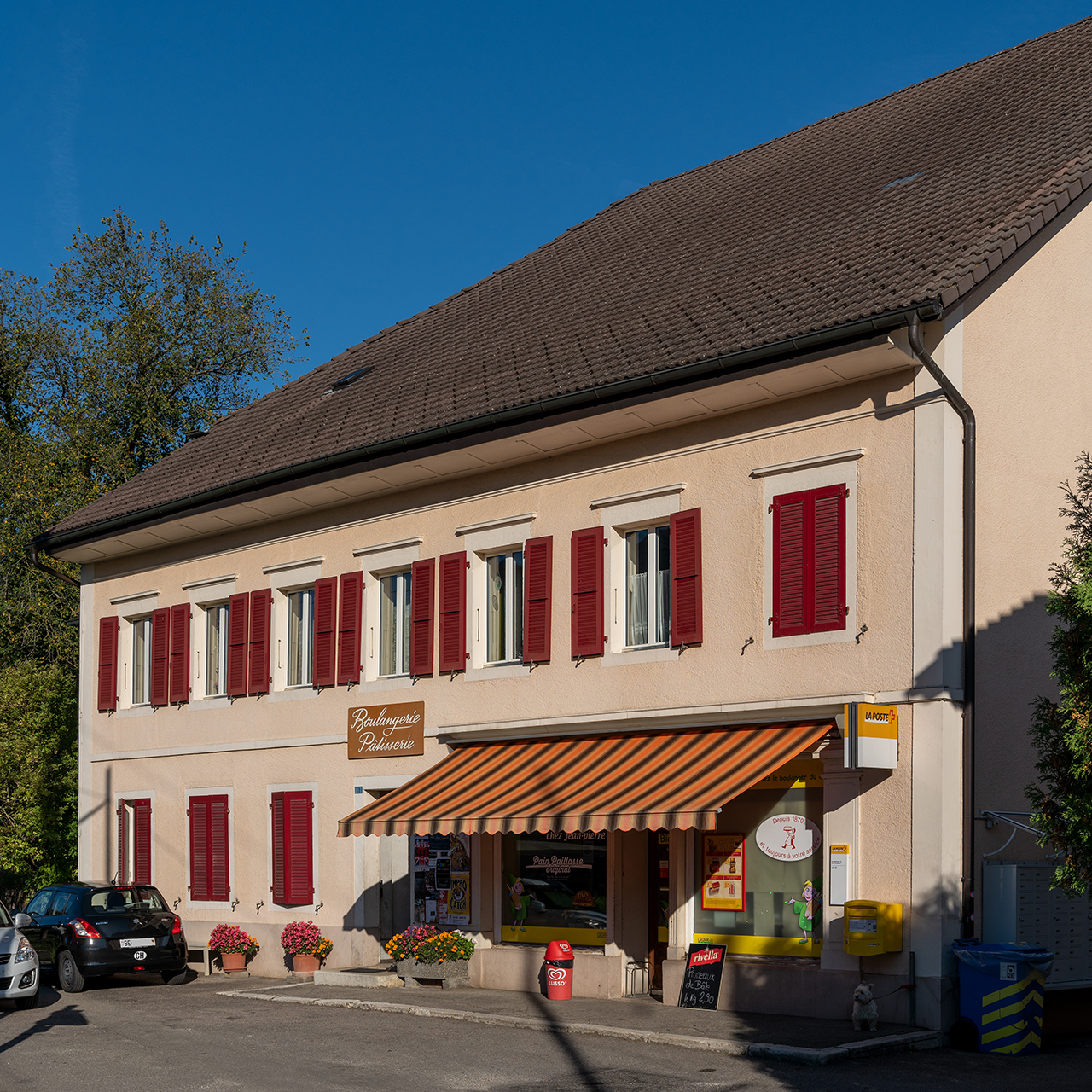
Bäckerei, Post
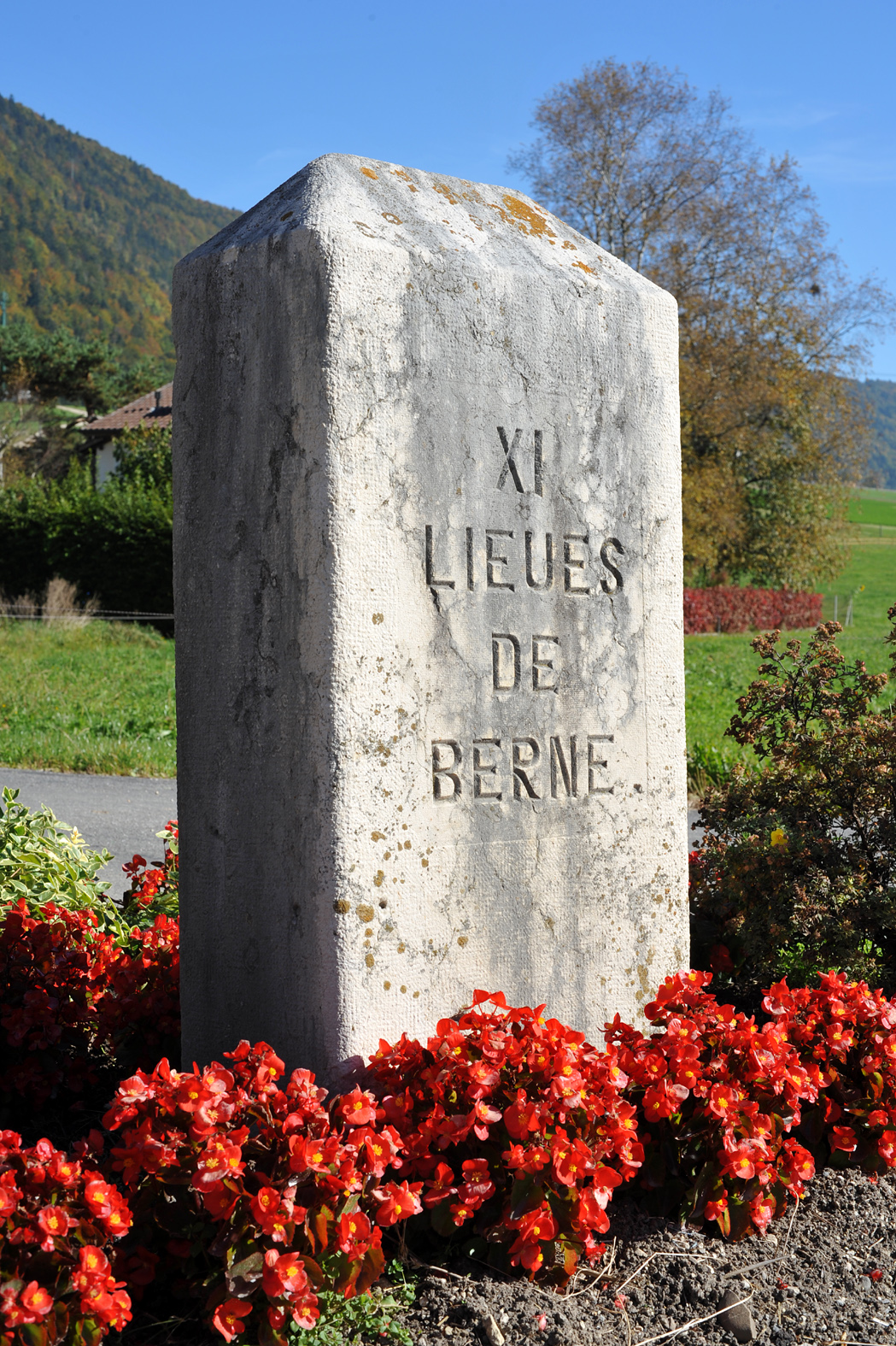
Kilometerstein mit Distanz in Stunden nach Bern